# Gymnadenia nigra
Gymnadenia nigra (L.) Rchb.f. (1856) es una especie de orquídea de hábito terrestre. 

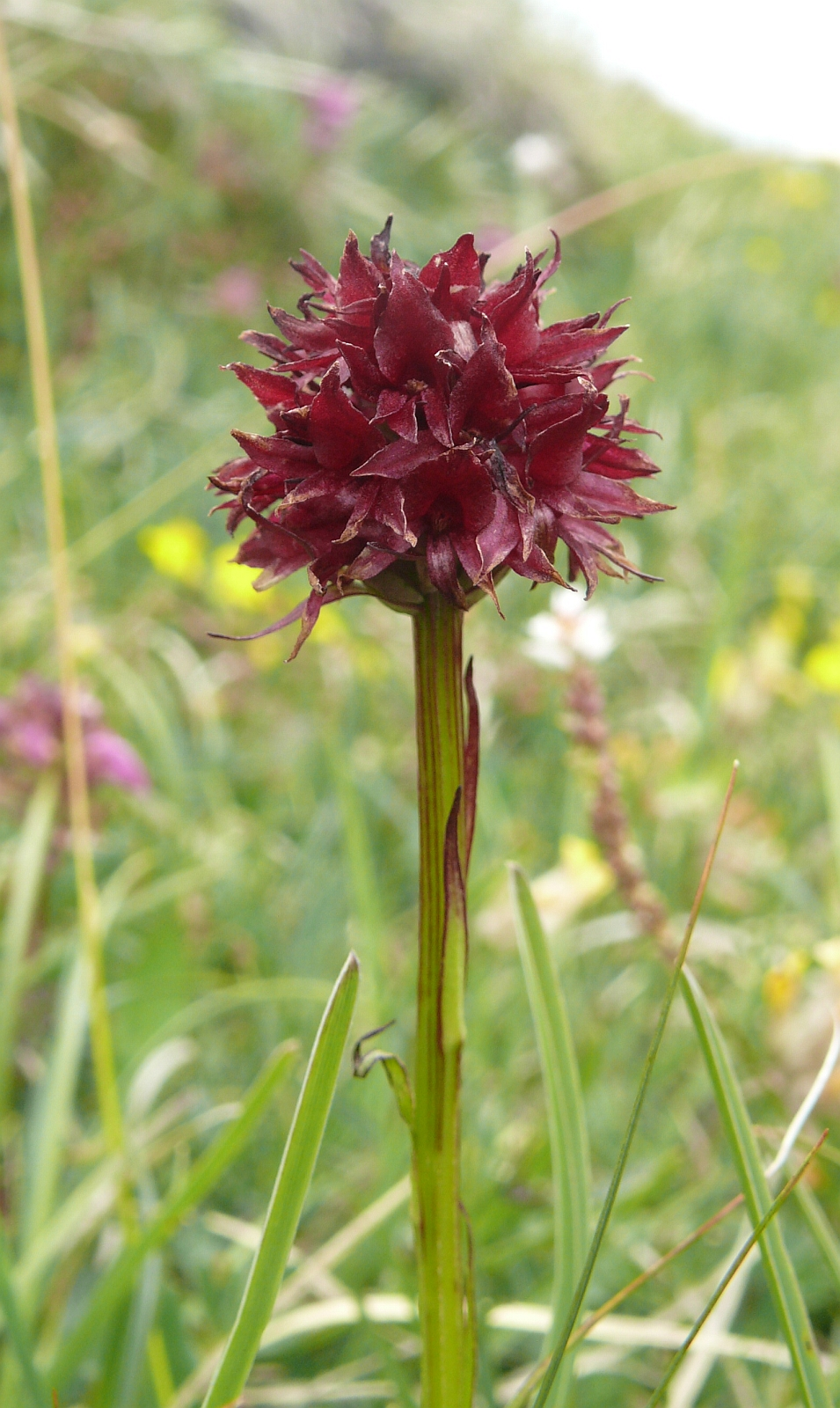
Inflorescencia.

## Distribución
Es nativa de Europa e Israel.

## Descripción
Encontrada en Noruega y Suecia, de pequeño tamaño, que prefiere clima frío. Son orquídeas terrestres con 7 a 11 hojas basales, extendidas a erectas, de color verde oscuro por encima, de color verde pálido el envés, lineales, agudas, de margen finamente aserrado y hojas de 2 a 3 hojas superiores con filo como brácteas a veces hojas rojas que florecen en el final de la primavera y comienzos de verano en una sólida y erecta inflorescencia apical que tiene flores en  grupo hemisférico con olor a vainilla o muy picante.

## Nombres comunes
- Español:  Orquídea negra
- Alemán: Schwarzes Kohlröschen
- Francés: Nigritelle noire
- Inglés: The Black Gymnadenia
- Italiano: Nigritella nera
- Lituano: Smulkiažiedė juodukė
- Noruego: Svartkurle
- Sueco: Brunkulla ·

## Sinonimia
- Nigritella nigra  (L.) Rchb.f. (1908)
- Satyrium nigrum L. (1753) (Basionymum)
- Orchis nigra (L.) Scop. (1772)
- Orchis miniata Crantz (1769)
- Orchis variegata Schrank (1789)
- Habenaria nigra (L.) R. Br. (1813)
- Sieberia nigra (L.) Spreng. (1817)
- Nigritella angustifolia Rich. (1817)
- Nigritella fragrans Saut. ex Rchb. (1830)
- Orchis atropurpurea Tausch (1831)
- Orchis reichenbachii Mutel (1836)
- Nigritella suaveolens W.D.J. Koch (1837)
- Nigritella brachystachya A. Kern. (1865)
- Nigritella megastachya A. Kern. (1865)
- Nigritella hybrida Schur (1866)
- Orchis moritziana Brügger (1874)
- ×Gymnigritella brachystachya (A. Kern.) E.G. Camus (1908)
- ×Gymnigritella megastachya (A. Kern.) E.G. Camus (1908)
- Gymnadenia miniata (Crantz) Hayek (1956)
- Nigritella miniata (Crantz) Janch. (1959)[3]